# Jadwiga Lipińska
Jadwiga Lipińska (* 29. November 1932; † 4. Oktober 2009) war eine polnische Ägyptologin.

## Biografie
Jadwiga Lipińska begann nach Abschluss des Studiums an der Universität Warschau 1958 ihre berufliche Tätigkeit in der Galerie für antike Kunst des Nationalmuseums Warschau, dem sie während ihres gesamten Berufslebens verbunden blieb und in dem sie von dem Posten einer Assistentin bis zur Oberkuratorin der Galerie in Nachfolge von Barbara Ruszczyc aufstieg. Dieses Amt bekleidete sie von 1991 bis zum Eintritt in den Ruhestand 2000, es war mit dem Titel einer Professorin für Geisteswissenschaften verbunden. Über viele Jahre war sie auch aktives Mitglied der Sektion für Ägyptologie (CIPEG) beim International Council of Museums (ICOM).
Mehr als vierzig Jahre war sie Mitarbeiterin des Forschungsprogramms des zur Universität Warschau gehörenden Polnischen Zentrums für mediterrane Archäologie in Kairo und gehörte dort zum engsten Stab des Gründers des Zentrums Kazimierz Michałowski. Erste Erfahrungen in der praktischen Archäologie erwarb sie 1960 bei der Teilnahme bei den Ausgrabungen bei Tell Atrib. 1961 leistete sie während der ersten polnischen Aktivitäten am Totentempel der Hatschepsut in Deir el-Bahari einen bemerkenswerten Beitrag bei der Entdeckung des bis dahin unbekannten Totentempels des Thutmosis III. Die Architektur dieses Tempels war auch Thema ihrer Habilitationsschrift. Neben ihrer Arbeit bei den Ausgrabungen in Ägypten in Tell Atrib, Westtheben und Alexandria nahm sie 1962 bis 1963 auch an Ausgrabungen in Faras im heutigen Sudan sowie 1965 in Syrien teil. Von 1964 bis 1965 war sie Leiterin der Ausgrabungen in Deir el-Bahari. 
Als Hochschulassistentin von Michałowski gestaltete sie dessen Lehrprogramm an der Warschauer Universität mit und vermittelte dabei insbesondere jungen Ägyptologen das Basiswissen in altägyptischer Kunst, Topografie und Archäologie. Darüber hinaus war sie auch Tutorin zahlreicher Studenten an der Universität Warschau, aber auch an der Christlich-Theologischen Akademie in Warschau sowie an der Universität Łódź.
1978 übernahm sie die Leitung bei den erneuten Ausgrabungen am Totentempel des Thutmosis III. in Deir el-Bahari, dem sie in den folgenden Jahren einen Großteil ihrer Studien und Forschung widmete. Dieses Interesse bewahrte sie auch, nachdem sie 1996 die Leitung der Ausgrabungsmission abgab.

## Veröffentlichungen
Neben ihrer Tätigkeit bei Ausgrabungen und in der Lehre war Jadwiga Lipińska auch Verfasserin von zahlreichen Standardwerken und von mehr als 100 Fachaufsätzen zur altägyptischen Kunst, Religion sowie Baukunst wie:
- 500 zagadek o starożytnym Egipcie. Państwowe Wydawnictwo Wiedza Powszechna, Warschau 1969, (500 Rätsel des Alten Ägypten).
- mit Wiesław Koziński: Cywilizacja miedzi i kamienia. Technika starożytnego Egiptu. Państwowe Wydawnictwo Naukowe, Warschau 1977, (Die Zivilisation von Kupfer und Stein).
- mit Marek Marciniak: Mitologia starożytnego Egiptu. Wydawnictwa Artystyczne i Filmowe, Warschau 1977, (Antike ägyptische Mythologie).
- Sztuka egipska. Wydawnictwa Artystyczne i Filmowe, Warschau 1982, ISBN 83-221-0088-4 (Altägyptische Kunst).
- W cieniu piramid. Zakład Narodowy imienia Ossolińskich, Posen 2003, ISBN 83-04-04604-0 (Im Schatten der Pyramiden).
- als Herausgeberin: Tajemnice papirusów. Zakład Narodowy imienia Ossolińskich, Posen u. a. 2005, ISBN 83-04-04648-2 (Mysterium Papyrus).